# 恒山区
恒山区是黑龙江省鸡西市下辖的一个市辖区。區人民政府駐中心路。

## 行政区划
下辖7个街道、2个乡：
桦木林街道、大恒山街道、小恒山街道、二道河子街道、张新街道、奋斗街道、柳毛街道、红旗乡和柳毛乡。

## 人口
根據第七次人口普查數據，截至2020年11月1日零時，恆山區常住人口為87822人。